# Echinocereus russanthus
Echinocereus russanthus (alicoche chiso) es una especie de alicoche de la familia Cactaceae que se distribuye en Chihuahua en México y Texas en Estados Unidos. La palabra russanthus es una palabra compuesta de origen latino que significa «flor rojiza».

## Descripción
Crece de manera solitaria o ramificada desde la base. Los tallos son erectos, de forma cilíndrica y de 7 a 25 cm de alto y 6 cm de ancho. Tiene de 10 a 18 costillas tuberculadas. Tiene de 7 a 12 espinas centrales, son diveregentes de color rojizo, crema o pardo de 3 cm de largo. Posee de 30 a 45 espinas radiales, rojizas o pardas de 18 mm de largo. La flor crece a los lados del tallo, es corta funeliforme, de color rojizo claro y de 3 cm de largo. El fruto que produce es redondeado de color verde y tiene muchas espinas.

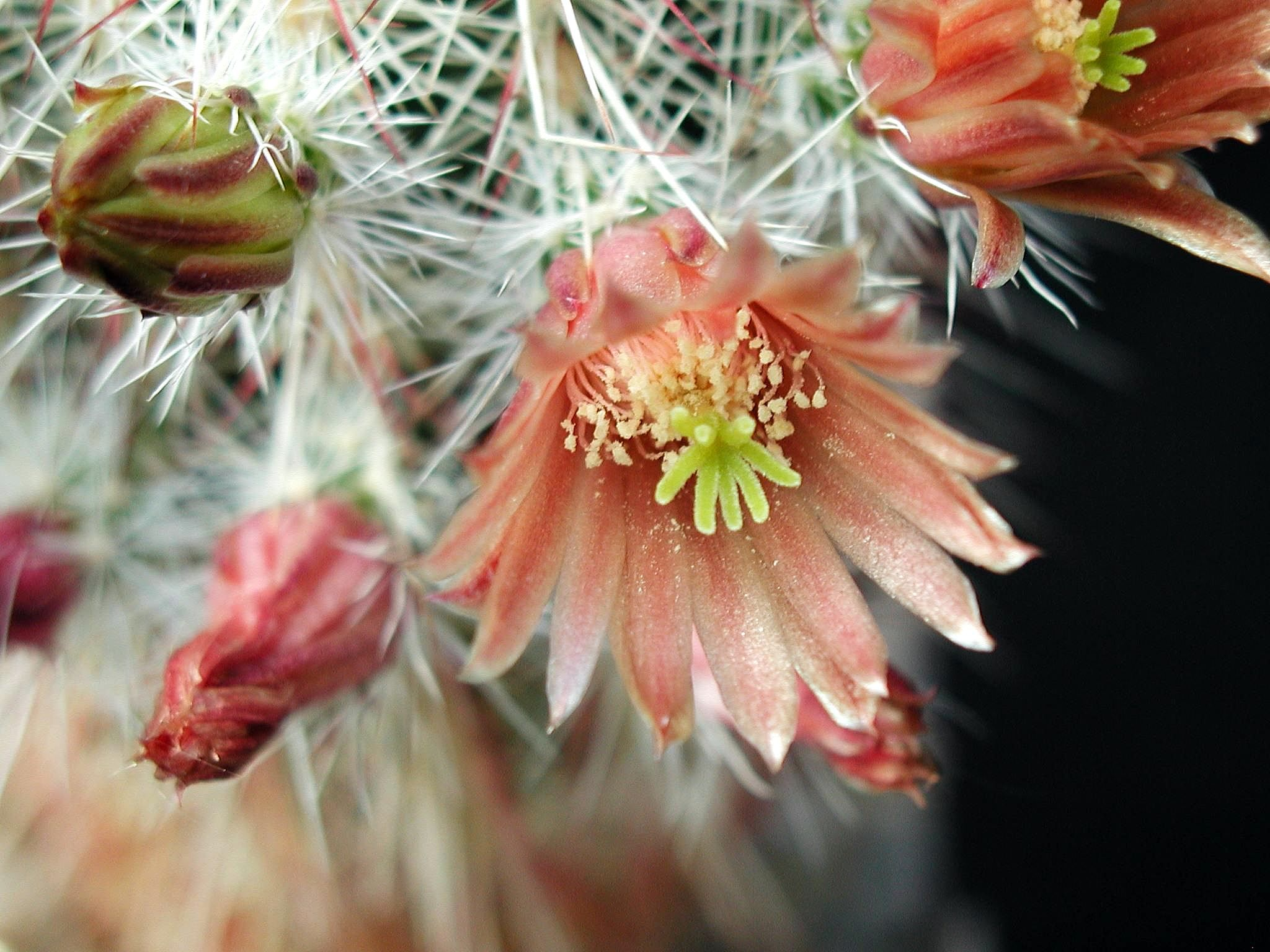
Flor de Echinocereus russanthus

## Distribución y hábitat
Se distribuye al norte de Chihuahua en México y al sur de Texas en Estados Unidos. Habita en matorrales xerófilos, pastizales y bosques de pino, sobre suelos ígneos y calizos, en elevaciones de 700 a 2700 m s. n. m.

## Usos
Es cultivada y comercializada como planta ornamental.

## Estado de conservación
No existen amenazas considerables para la conservación de la especie, es abundante localmente, sin embargo, algunas actividades económicas y la pérdida de hábitat afecta a algunas poblaciones. Se distribuye dentro del Parque Nacional Big Bend en Texas.